# Alexeï Gromov
Pour les articles homonymes, voir Gromov.
Alexeï Alexeïevitch Gromov (Алексей Алексеевич Громов), né le 31 mai 1960 à Zagorsk, à côté de Moscou, est un homme politique russe, actuel premier directeur adjoint de l'administration du président de la fédération de Russie.
Il a le grade civil de Conseiller d'État effectif de la fédération de Russie de 1re classe.

## Biographie
Il termine en 1982 la faculté d'histoire de l'université de Moscou, spécialisé en histoire des Slaves du Sud et de l'Ouest. Il entre ensuite au ministère des Affaires étrangères de l'Union soviétique puis de la fédération de Russie. Il est d'abord secrétaire du consul général d'URSS à Karlovy Vary (en Tchécoslovaquie), puis de 1985 à 1988 attaché d'ambassade à Prague. C'est à cette époque qu'il fait la connaissance de Vladimir Poutine dont il demeure un proche. De 1988 à 1991, il est troisième, puis deuxième secrétaire du secrétariat du ministre des Affaires étrangères d'URSS (à l'époque Édouard Chevardnadzé) et ensuite il est premier secrétaire du secrétariat général du ministère des Affaires étrangères à l'époque de la dislocation de l'URSS et de la formation de la nouvelle fédération de Russie.
Alexeï Gromov est envoyé à Bratislava (Slovaquie) en tant que consul général de 1992 à 1993 puis est nommé conseiller de l'ambassadeur de Russie à Bratislava, poste qu'il occupe jusqu'en 1996. Le président Boris Eltsine le nomme le 22 novembre 1996 au service de presse de la présidence à la place d'Igor Ignatiev. Il dirige le service à partir du 4 mars 1998.
Le 31 décembre 1999, le président Boris Eltsine démissionne, nommant en attendant les élections présidentielles Vladimir Poutine, comme président par intérim. Ce dernier nomme Alexeï Gromov le 4 janvier 2000 comme secrétaire de presse de la présidence. En mars 2000, Vladimir Poutine est élu président de la fédération de Russie; il confirme Gromov à son poste. Il entre au conseil de direction de la chaîne ORT en 2001. Alexeï Gromov est confirmé à son poste le 26 mars 2004, lorsque Vladimir Poutine est élu pour la deuxième fois. Il sort du conseil de direction de l'ORT pour entrer à celui de Perviy Kanal (1re chaîne) qui l'a remplacée. Il est nommé directeur adjoint de l'administration présidentielle le 12 mai 2008 et premier directeur adjoint le 21 mai 2012.
Alexeï Gromov fait l'objet depuis le 31 juillet 2014 d'une interdiction de voyager en Union européenne et de gel de ses avoirs éventuels en Union européenne, dans le cadre des sanctions prises à l'encontre de la fédération de Russie pour son immixtion dans la crise ukrainienne de 2013-2014.
Alexeï Gromov est marié et père de deux fils, Alexeï et Danila. Outre le russe, il parle couramment le tchèque, le slovaque et l'anglais.